# Barchman Wuytiers

Geslachtswapen (1901)

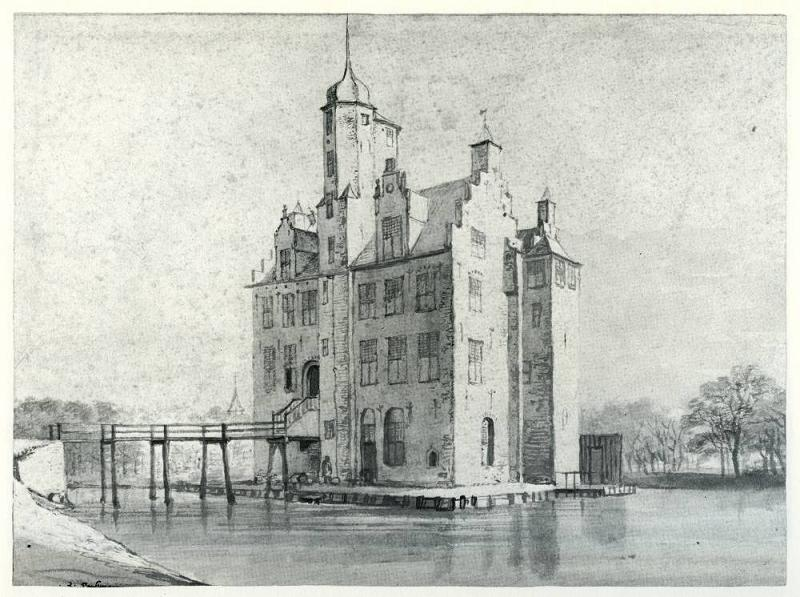
Huis te Vliet in Lopikerkapel door Roelant Roghman, 1646-1647

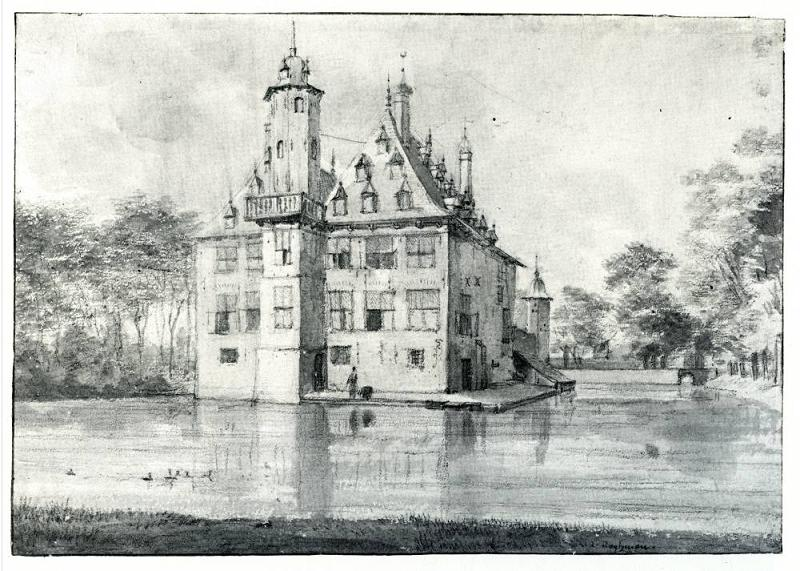
Huis te Voorn in De Meern door Roelant Roghman, 1646-1647. In 1851 is dit kasteel afgebroken op last van de toenmalige heer van Voorn, H.G.F. Meertens.

Barchman Wuytiers (ook: Barchman Wuytiers van Vliet) is een uit Amsterdam afkomstige familie waarvan leden sinds 1829 tot de Nederlandse adel behoren en sinds de 21e eeuw ook tot de Belgische adel.

## Geschiedenis
De stamreeks begint met Dirck Govertsz Wuytiers (†1557) die in [1547] trouwde met Aecht Cornelisdr Barckman waarna nageslacht zich Barchman Wuytiers ging noemen. De stamvader was haringkoper te Amsterdam. In de volgende generaties waren leden koopmannen in die stad en klom het geslacht op de maatschappelijke ladder. De stijging dreigde te haperen na de Reformatie toen de familie Wuytiers rooms-katholiek bleef en dus van regeringsambten was uitgesloten. Bovendien dreigde schandaal toen de gereformeerde dochter van Aletta Maria Coymans (1641-1725), dochter van Johannes Coymans (1601-1657), Isabella Lucretia Voet (1666-1736) wilde trouwen met de katholiek Jan Baptist Barchman Wuytiers (1665-1711); pas nadat zij bezwangerd was, gaf haar familie toestemming voor dit gemengde huwelijk om groter schandaal te voorkomen. Toen hun oudste dochter met een predikant wilde trouwen, werd dit verboden door haar vader. Wuytiers overwoog zelfs om de Republiek te verlaten vanwege de religieuze druk van zijn schoonfamilie, maar hij overleed plotseling in 1711 waarna alsnog emigratie uitbleef en de oudste dochter kon trouwen met haar predikant.
Consolidatie van de patriciaatspositie in het Amsterdamse patriciaat kwam voort uit eerst de overgang naar de gereformeerde kerk en vervolgens het huwelijk in 1731 van Simon Jan Baptista Barchman Wuytiers (1702-1732), zoon van het echtpaar Barchman Wuytiers-Voet, met Maria Richarda Karsseboom (1707-1751), telg uit de Heijnen-maagschap en dochter van de regent Gerard Karsseboom (1678-1730) die in 1708 schepen en tussen 1709 en 1730 raad van Amsterdam was; na dit huwelijk werd Barchman Wuytiers in 1732 directeur van de Levantse Handel. Ook diens zoon werd regent in Amsterdam. In de volgende generaties werden leden bestuurders in de provincie Utrecht en verwierven daar ridderhofsteden.
In 1801 kocht een nazaat, Cornelis Gerard Barchman Wuytiers (1759-1835), de ridderhofstad Huis te Vliet in Lopikerkapel van jhr. J.J. de Geer (1750-1819). Om die reden namen latere nakomelingen de naam Barchman Wuytiers van Vliet aan. In 1902 kwam door huwelijk en vererving ook het landgoed met landhuis Voorn aan de Stadsdam in De Meern in deze familie.
Jan Willem Antoni Barchman Wuytiers van Vliet, Johanna Dorothea Barchman Wuytiers en Hendrik Jan Marie Barchman Wuytiers bezaten midden negentiende eeuw in Suriname tientallen slaven.
Sinds 1962 wonen geen mannelijke leden van dit geslacht meer in Nederland; het hoofd van de familie verblijft anno 2017 in België en de kinderen van hem, jhr. Eric Barchman Wuytiers van Vliet (1958), onder wie de vermoedelijke opvolger als hoofd van deze familie, hebben zich laten incorporeren in de Belgische adel op basis van het adelsdiploma aan hun voorvader in 1829 verleend.
In 2014 waren er nog zes mannelijke telgen in leven, de laatste geboren in 1992.

### Adelsbesluiten
De genoemde Cornelis Gerard werd bij Koninklijk Besluit van 7 juni 1829, net als zijn ongehuwde neef Jan André Barchman Wuytiers (1789-1854), verheven in de Nederlandse adel, met clausule van erkenning; in 1901 lieten twee kleinzonen van de eerstgenoemde in 1829 geadelde onder wijziging van het KB van 1829 de verheffing omzetten in inlijving. Deze inlijving berust mogelijk op een adelsbesluit van 28 juni 1686 waarbij Keizer Leopold I de titel ridder-baanderheer van het Heilige Roomse Rijk (overdraagbaar op alle afstammelingen die de naam dragen), verlening van vier adellijke kwartieren en machtiging om het predicaat 'Wohlgeboren' te voeren toekende aan Dietericum Wuytiers, heer van de Werve, die stierf zonder nageslacht; daarbij werd hij erkend afstammeling te zijn van het oud-adellijke geslacht Berthout. De ingelijfden zijn overigens geen afstammelingen van de rijksridder, en afstamming uit het geslacht Berthout is niet aangetoond.

### Wapenbeschrijvingen
- 1829: gevierendeeld, het eerste van goud, beladen met drie pals van lazuur, het tweede van keel, beladen met de kop van een luipaard van goud, getongd van lazuur, het derde van keel, beladen met eene lelie van zilver, en het vierde van zilver, met eene lelie van keel. Het schild gedekt met de Nederlandsche ridderkroon, waarop twee helmen van zilver, gekroond, geboord, getralied en gecierd van goud, gevoerd van keel, op die ter regterzijde tot helmteeken de kop en hals van een hond van sabel, getong van keel, gehalsband van goud en lazuur, op die ter linker eene lelie van zilver. Voorts met zyne helmdekken ter regterzijde van lazuur en goud, en ter linker van keel en goud. Het schild ter rechterzijde vastgehouden door eenen klimmenden griffioen en ter linker door eenen klimmenden leeuw, beide van goud.
- 1901: als 1829 maar zonder kroon en de arabesk grijsgroen.

## Enkele telgen
Dirck Govertsz. Wuytiers (ca. 1523-1557), koopman te Amsterdam, trouwde in 1547 met Aecht Cornelisdr. Barckman
- Govert Dircksz. Wuytiers (ca. 1548-1615), lakenkoper te Amsterdam
  - Griete Wuytiers (ca. 1582-1601), trouwde in 1601 met Jan Cornelisz. Geelvinck (1579-1651), koopman te Amsterdam, meermaals burgemeester van Amsterdam
  - Liefgen Wuytiers (ca. 1586-1622), trouwde in 1603 met Jacob Poppen (ca. 1576-1624), koopman te Amsterdam, meermaals burgemeester van Amsterdam
  - Dirck Wuytiers (ca. 1589-1654)
    - Margarita Wuytiers (1615-1667), trouwde in 1635 met Jacob Cromhout, koopman te Amsterdam, liet de Cromhouthuizen aan de Herengracht in Amsterdam bouwen
    - Johannes Wuytiers (1629-1674), vrijheer van Assumburg, heer van Heemskerk, Nootdorp en Hoogdorp
- Cornelis Dircksz. Barckman (1551-1597)
  - Simon Barchman Wuytiers (1592-1664), koopman eerst te Hamburg en later te Amsterdam
    - Cornelis Barchman Wuytiers (1627-1681)
      - Jan Baptist Barchman Wuytiers (1665-1711), directeur van de Levantse Handel; trouwde in 1689 met Isabella Lucretia Voet (1666-1736)
        - Cornelius Johannes Barchman Wuytiers (1693-1733), oudkatholieke aartsbisschop van Utrecht
        - Simon Jan Baptista Barchman Wuytiers (1702-1732), onder andere schepen te Amsterdam
          - Simon Jan Baptist Barchman Wuytiers (1758-1794), raad en rentmeester-generaal van de Domeinen 's Lands van Utrecht
            - Jhr. mr. Jan André Barchman Wuytiers (1810-1854), lid van de Ridderschap van Utrecht

          - Jhr. C.G. Barchman Wuytiers (1759-1835), heer van Vliet vanaf 1801
            - Jhr. J.W.A. Barchman Wuytiers (1788-1866), heer van Vliet vanaf 1836
            - Jhr. Hendrik Jan Marie Barchman Wuytiers (1806-1866), trouwde in 1840 met Antonia Elisabeth van Meurs (1812-1893), vrouwe van Vliet door erfenis van 1866 tot 1873
              - Jhr. H.C.J. Barchman Wuytiers (1843-1898), heer van Vliet vanaf 1873, trouwde in 1873 met jkvr. J.H.A. Martens (1848-1927), vrouwe van Vliet vanaf 1898 en van Voorn vanaf 1902
              - Jhr. Jan Willem Antonie Barchman Wuytiers (1847-1926), burgemeester van o.a. Amersfoort van 1901 tot 1912, heer van Voorn vanaf 1902, trouwde in 1874 met jkvr. Susanna Amelia Martens (1851-1920)
                - Jhr. Hendrik Jan Marie Barchman Wuytiers van Vliet (1875-1916), heer van Voorn
                  - Jhr. H.C.J. Barchman Wuytiers van Vliet (1907-1991), heer van Vliet van 1927 tot 1936
                    - Jhr. Jean Barchman Wuytiers van Vliet (1935-2008), trouwde in eerste echt met een Belgische en hun kinderen hebben hun verblijfplaats in België
                      - Jhr. Eric Barchman Wuytiers van Vliet (1958), hoofd van het geslacht; zijn kinderen hebben zich laten incorporeren in de Belgische adel
                        - Jhr. Arnaud Barchman Wuytiers van Vliet LL.M. (1985), advocaat en vermoedelijke opvolger als hoofd van het geslacht, hoofd van het Belgische adellijke geslacht

                  - Jhr. Jan Willem Antonie Barchman Wuytiers van Vliet (1912-1962), heer van Voorn tot 1951, in welk jaar Voorn werd verkocht aan de ondernemer J.F. van Seumeren

              - Jhr. Daniel Barchman Wuytiers (1851-1927), luitenant-kolonel der infanterie, trouwde in 1890 met Anna Maria Blaauw (1865-1944), schilderes en tekenares